# 漫画アクション
『漫画アクション』（まんがアクション、MANGA Action）は、双葉社が発行する日本の月2回刊青年漫画雑誌。発売日は毎月第1・第3火曜日。1967年7月7日に『週刊漫画アクション』として創刊された。創刊編集長は後に双葉社の社長となる清水文人。2003年に一時期休刊となったが、翌2004年に月2回刊で現在の誌名で復刊された。

## 概要
『漫画アクション』は最初期の青年漫画誌であり、貸本劇画出身の漫画家を積極的に起用し、青年漫画ブームおよび劇画ブームの基盤となった。吉本浩二のノンフィクション漫画『ルーザーズ〜日本初の週刊青年漫画誌の誕生〜』は、『漫画アクション』の創刊時を描いている。
モンキー・パンチの『ルパン三世』、石ノ森章太郎の『009ノ1』、小池一夫・小島剛夕の『子連れ狼』、バロン吉元の『柔侠伝』シリーズ、大友克洋の『気分はもう戦争』、長谷川法世の『博多っ子純情』、はるき悦巳の『じゃりン子チエ』、いしいひさいちの『くるくるパーティー』、植田まさしの『かりあげクン』、相原コージの『かってにシロクマ』、臼井儀人の『クレヨンしんちゃん』、西岸良平の『鎌倉ものがたり』、太田垣康男の『一平』などのヒット作の初出誌としても知られる。
部数低迷による休刊が噂に上りだすたびに、『ルパン三世』『じゃりン子チエ』『クレヨンしんちゃん』といった国民的な大ヒット作が登場し、部数が持ち直すという現象が繰り返されたため、これを指して「アクションには神風が吹く」と評された。2013年から双葉社が開始した新人漫画賞「双葉社カミカゼ賞」の名称はこのフレーズに由来する。
一方、『クレヨンしんちゃん』の大ヒット以降はヒット作には恵まれず、部数は低迷する。同作をはじめとして『かりあげクン』『鎌倉ものがたり』は、2000年にファミリー向け4コマ漫画誌として創刊された『まんがタウン』へ移籍(2023年に休刊後に両作品とも本誌に出戻り)、その他の作品も他誌への移籍が相次いだ。看板作がなくなったことへのテコ入れとして成人向け漫画出身の漫画家を積極的に起用し、成人向け漫画雑誌とほぼ変わらない誌面を構成した時期もあったが、逆に旧来の読者層の離脱を招き、部数はさらに減少していった。結局は新たな「神風」は吹くことなく、販売部数低迷のため2003年9月30日発売の号をもって一旦休刊されることとなった。この時は「しばしの休刊」と表現されており、休刊する雑誌としては珍しい「復刊を前提とした休刊」だった。
2004年4月20日に月2回刊行の雑誌として復刊する。復刊（再開）号の中吊り広告では「復刊」の文字が大々的に掲げられ、アニメ版『ルパン三世』のDVD付録や掲載作品のタイトルが告知されている。この号では、日本人拉致問題を主題とした『奪還』、少年犯罪の過程を描いた『17歳。』、戸梶圭太原作のコミカライズ作品『牛乳アンタッチャブル』、2008年に映画化された『コドモのコドモ』、2010年にテレビドラマ化された『モリのアサガオ』など、多くの社会派作品の連載が同時に開始されている。その後、表紙にグラビアアイドル写真の掲載を再開している（ただし不定期的に掲載作品の作画の表紙となる）。
『新・幸せの時間』『お願いサプリマン MyPureLady』『ポルノ・グラフティ』のような成人の性描写を大々的に含む長期連載作品もあるものの、2005年以降の『鈴木先生』『駅弁ひとり旅』『罪と罰 A Falsified Romance』『麻酔科医ハナ』『Odds GP!』『漂流ネットカフェ」などの連載により正統派の青年漫画誌として再起を図ると共に、公式サイト上で雑誌掲載作品の無料ウェブコミックも包括した公式サイト「Web漫画アクション」開設など新規の読者開拓を図っている（なお、同様の試みは講談社の「モーニング・ツー」が追従している）。公式サイト「Web漫画アクション」は、2011年に「Web漫画アクション堂」にリニューアルされ、後に双葉社の他のウェブコミック配信サイト「WEBコミックハイ!」「乙女ハイ!」「双葉社Webマガジン」と統合され2013年に「WEBコミックアクション」となった。
北朝鮮による日本人拉致問題を連載作品で扱った最初の漫画雑誌でもあり、復刊時の『奪還』を皮切りに、「北朝鮮拉致ドキュメンタリー」として北朝鮮による拉致被害者家族連絡会に当時所属していた拉致被害者家族の解放に向けた活動を本そういちの作画で連載し、単行本化している。
- 蓮池薫を取り上げた蓮池透原作の『奪還』
- 横田めぐみを取り上げた横田滋・早紀江夫妻監修の『めぐみ』
- 田口八重子を取り上げた飯塚耕一郎原作の『母が拉致された時 僕はまだ一歳だった』

単行本は原則的に専用レーベルとなる「アクションコミックス」より刊行される。

## 漫画アクション（復刊後）

### 現在連載中の作品
- アウトサイダーパラダイス（涼川りん）
- いとなみいとなめた!（水瀬マユ）※『いとなみいとなめず』の番外編
- エイジング―80歳以上の若者が暮らす島―（友野ヒロ）
- Odds VERSUS!（石渡治）※スピンオフシリーズ
  - Odds VS! 外伝 HANA×HANA
- 俺ではない炎上（作画：桜鳥556、原作：浅倉秋成）
- 鎌倉ものがたり（西岸良平）※『まんがタウン』休刊後に同誌から移籍
- かりあげクン（植田まさし）※『まんがタウン』休刊後に同誌から移籍
- カワセミさんの釣りごはん（匡乃下キヨマサ）※『月刊アクション』休刊後に同誌から移籍
- 鬼人幻燈抄（作画：里見有、原作：中西モトオ）※『月刊アクション』休刊後に同誌から移籍
- 極限夫婦（きづきあきら+サトウナンキ）※『月刊アクション』休刊後に同誌から移籍
- 桐谷さん ちょっそれ食うんすか!?（ぽんとごたんだ）※『月刊アクション』から移籍
- 古代戦士ハニワット（武富健治）
- 小林さんちのメイドラゴン（クール教信者）※『月刊アクション』休刊後に同誌から移籍
- ザ・バックラッシャー（岡田索雲）
- 島さん（川野ようぶんどう）
- 小3アシベ QQゴマちゃん（森下裕美）
- 女子の恋バナが絶対おかしい件（澤シーヤ）
- 新・駅弁ひとり旅〜撮り鉄・菜々編〜（作画：はやせ淳、監修：櫻井寛）
- 青春爆走!（研そうげん）
- だらしないです 堀田先生!（なかだまお）
- チカラビト 豪壮十六傑地下相撲決戦（水上尭）
- つぐもも（浜田よしかづ）※『月刊アクション』休刊後に同誌から移籍
- 泥の国（山田はまち）
- 贄屍忌鯉（山口貴巳）
- プッシャー天使ケンチー（佐藤さながら）
- 変な絵（作画：相羽紀行、原作：雨穴）
- 放課後帰宅びより（松田舞）
- ホストと社畜（河尻みつる）
- わざと見せてる? 加茂井さん。（エム。）※『月刊アクション』休刊後に同誌から移籍
- 笑うネメシス―貴方だけの復讐―（作画：粂田晃宏、原作：おぎぬまX）

### 不定期連載
- 麻酔科医ハナ（作画：なかお白亜、監修：松本克平）

### 休載中の作品
- 殺し屋さん（タマちく.）
- シャーロッキアン!（池田邦彦）

### web漫画アクション堂
『漫画アクション』公式サイト「Web漫画アクション」のウェブコミック連載ページとして設けられ、途中名称変更で「Web漫画アクション堂」になる。その後『WEBコミックハイ!』等と共に『WEBコミックアクション』へと統合リニューアルされた。

#### リニューアル前の連載作品
- 飯田橋のふたばちゃん（作画：加藤マユミ、原作：横山了一）※第1・第3火曜日更新
- 同人少女JB（一本木蛮）※第4火曜日更新
- まりかセヴン（伊藤伸平）※本誌不定期連載より移籍、第2・第4火曜日更新

#### web休載中の作品
- 霧の中のラプンツェル（あらい・まりこ）
- クロノスヘイズ（高野真之）※『月刊コミック電撃大王』より移籍後、漫画アクション本誌から移籍
- 僕はなぜ!? なぜ結婚できたのか!! -モテない男の恋愛処世術-（福満しげゆき）※コラム

### 連載終了の作品
- あきたこまちにひとめぼれ（吉谷光平、監修：西島豊造）
- 悪のボスと猫。（ボマーン）
- AGAINST嵐（作画：かざま鋭二、原作：堀井ひろし）
- あしたのジロー（原作：森高夕次、漫画：荒木光）※『ヤングチャンピオン』と合同連載（1話ずつ交互に掲載）
- あしゅらみち -冤罪-（郷田マモラ）
- あなたがしてくれなくても（ハルノ晴）
- あねおと（元町夏央）
- あの日の腹の虫（岡田索雲）※短期集中連載
- アミグダラ（永田一由）
- アリエテ2057（五十嵐浩一）
- あんばらんすスク〜ルライフ（むつきつとむ）
- 愛しのアニマリア（岡田卓也）※『webアクション』に移籍
- 愛しのDUTCHOVENガール（藤沢とおる、料理監修：影山のぞみ）
- いとなみいとなめず（水瀬マユ）
- 犬釘を撃て!（伊図透）※短期集中連載、『化外の地』の続編
- イン・ザ・ヒーロー（作画：細川忠孝、原作：水野敬也・李鳳宇）
- ウォーキング・キャット（北岡朋）
- うちの妻ってどうでしょう?（福満しげゆき）
- うちゅうのようせいチルピル（下村トモヒロ）※『webアクション』に移籍
- 空日屋（うつろひや）（とりのなん子）
- ウヒョッ! 東京都北区赤羽（清野とおる）
- 永遠の0（作画：須本壮一、原作：百田尚樹）
- 大阪ハムレット（森下裕美）
- オキテネムル（連打一人）
- おちけん（川島よしお）
- おりんちゃん（川島よしお）
- おるちゅばんエビちゅ ちゅ〜（伊藤理佐）
- おれたちのラブ・ウォーズ〜その後の昭和の中坊たち〜（作画：吉本浩二、原作：末田雄一郎）
- おんさのひびき（伊図透）
- 快男子SANIWA（作画：ふんわり、原作：土屋ガロン）
- ガウちゃんといっしょ（河上だいしろう）
- 陽炎の辻〜居眠り磐音〜（作画：かざま鋭二、原作：佐伯泰英）
- ガットショット（佐藤まさき、監修：日本ポーカー協会）
- カリスマ（作画：西崎泰正、原作：新堂冬樹、構成：八潮路つとむ）
- 監禁嬢（河野那歩也）
- ガンパパ島の零戦少女（本そういち）
- 君に愛されて痛かった（知るかバカうどん）※『まんが王国』に移籍
- きみは謎解きのマシェリ（糸なつみ）※『webアクション』に移籍
- キャバ嬢ナガレ（作画：郷力也、原作：かわさき健）
- ぎゃんぷりん（押切蓮介）
- 球世主!!（作画：はたのさとし、原作：ましま蒼樹）
- 牛乳アンタッチャブル（作画：市川智茂、原作：戸梶圭太）
- きょうのスー（マツダユカ）
- きらきらひかる最終章（郷田マモラ）
- ぎんなん（村上たかし）
- 空拳乙女（くうけんおとめ）（湯浅ヒトシ）
- くのいち一年生（作画：行徒妹、原作：河田雄志）
- 化外の地（伊図透）※短期集中連載
- けずり武士（湯浅ヒトシ）
- こいぐるみ（たなかのか）
- 極道めし（土山しげる）※隔号連載
- ここだけのふたり!（森下裕美）
- コタおいで（村上たかし）
- 古都こと -チヒロのこと-（今井大輔）※『ヤングチャンピオン』にて『古都こと -ユキチのこと-』を同時並行連載
- コドモのコドモ（さそうあきら）
- この世界の片隅に（こうの史代）
- サマヨイザクラ（郷田マモラ）
- さわれないのよ、さわこさん（松林佑）
- さんさん録（こうの史代）
- ジェノサイド 真田十勇士VS里見八犬士（作画：小林拓己、原作：中島かずき）
- 詩人てるゆき（よしかわゆたか）
- ジジゴク（沖田次雄）
- 失踪人ハンターエル（深山雪男）
- しっぽ!エンハンスメント（大野ツトム）
- 死にたいと言ってください―保健所こころの支援係―（中原ろく、監修：松本俊彦）※『webアクション』に移籍
- 〆（しめ）のグルメ（土山しげる）※作者死去により絶筆
- 下ネタで考える学問（相原コージ）
- 17歳。（作画：鎌田洋次、原作：藤井誠二）
- しょーがくせれぶ（中村カンコ）※隔号連載、2013年12号掲載分を最後に『まんがタウン』に移籍
- 昭和の中坊（作画：吉本浩二、原作：末田雄一郎）
- 初老てるゆき（よしかわゆたか）
- 銀（しろがね）のニーナ（イトカツ）
- 新恐竜（作画：小川隆章 原作：ドゥーガル・ディクソン）
- 新・幸せの時間（国友やすゆき）
- スウィートピカレスク（平沢バレンティーノ）
- スーパー・バッド・ファーザー犬伏（青井たつや）
- スカイくん（そにしけんじ）
- 鈴木先生（武富健治）
  - 鈴木先生外典
- スターライトウーマン（加納梨衣）
- 成功すんのか!?ダイエット（とみさわ千夏）
- 絶望の犯島-100人のブリーフ男と1人の改造ギャル-（櫻井稔文）
- 先生、黒髪になっても気付いてくれる?（長谷川和志）
- センセイの鞄（作画：谷口ジロー、原作：川上弘美）
- 走馬灯株式会社（菅原敬太）
- 俗物くん（業田良家）
- それより僕と妄恋しようよ（たなかときみ）
- 他校の女子（タカミ）※短期集中連載
- 奪還（作画：本そういち、原作：蓮池透）
- 達人伝-9万里を風に乗り-（王欣太）
- 男子高校生とふれあう方法（地球のお魚ぽんちゃん）
- チボンカブリ（北岡朋）
- 中性風呂へようこそ!（新井祥）
- ちょっと不思議な小宇宙（小田扉）
- 終のひと（清水俊）
- つなぐ 〜全日本大学駅伝物語〜（井上正治）
- 罪と罰（落合尚之）
- ディアーナ&アルテミス（太田垣康男）
- 鉄人マコちゃん（タカミ）
- デリワゴン（作画：伊野ナユタ、原作：阿部定治）
- 天泣のキルロガー（作画：井上菜摘、原作：菅原敬太）※短期集中連載から本連載に移行
- 闘飯（とうはん）（土山しげる）
- トー牌少女（カミムラ晋作）※『webアクション』に移籍
- 時をかける男（古泉智浩）
- DOCTOR PRICE（作画：有柚まさき、原作：逆津ツカサ）
- 突撃!永田町（中本哲哉）
- 隣町のカタストロフ（菅原敬太）
- 鳥獏先輩なに賭ける?（くずしろ）
- トミとチエリ（うさくん）※隔号連載
- トモダチ×モンスター（乾良彦）
- トモちゃんはすごいブス（森下裕美）
- TRUST!-蒼空のたすき-（井上正治）※「第1部完」
- 夜騎士物語（作画：早川ナオヤ、原作：新堂冬樹）
- ナオゴーストレート -盲導犬歩行指導員-（山本康人）
- ナックルダウン（磯見仁月）
- なみじょ!!!!!!（吉沢緑時）
- 奈落の羊（きづきあきら+サトウナンキ）
- ニートめし!（まめきちまめこ）
- 日本をゆっくり走ってみたよ〜あの娘のために日本一周〜（吉本浩二）
- 忍者パパ（山本康人）
- 抜け忍転校生ハヤテ（青空大地）
- ぬけぬけと男でいよう（作画：イワシタシゲユキ、原作：内田春菊）
- ネオ・ボーダー（作画：たなか亜希夫、原作：ひじかた憂峰）
- 脳内格闘アキバシュート（本田真吾）
- NO LONGER CHILDREN 子供失格（友利卓司）
- BARレモン・ハート（古谷三敏）※隔号連載
- ハイポジ（きらたかし）
- Bugsy 〜新宿リアルギャンブラー〜（森遊作）
- 薄命少女（あらい・まりこ）
- バスタブに乗った兄弟〜地球水没記〜（櫻井稔文）
- 母が拉致された時僕はまだ1歳だった（作画：本そういち、原作・監修：飯塚耕一郎）
- パリッコの都酒伝説ファイル（作画：ルノアール兄弟、原案：パリッコ）※『webアクション』に移籍
- ピーチクアワビ（岩田ユキ）
- ひかるイン・ザ・ライト!（松田舞）
- 飛行迷宮学園ダンゲロス（作画：猫井ヤスユキ、原作：架神恭介）
- ピノ:PINO（村上たかし）
- ヒノマルライズ〜伊藤博文立志伝〜（鈴木コイチ）
- 秘命監察官ドン（原案・作画：郷力也、脚本：末田雄一郎）
- 姫さま狸の恋算用（水瀬マユ）
- ヒメタク（細野不二彦）※隔号連載
- 漂流ネットカフェ（押見修造）
- ファッキンJAYのマイルド・スタイル（ファッキンJAY a.k.a. ファンキー社長）
- ふくらみふくらむ（水瀬マユ）※短期集中連載
- 富士山（ふじやま）さんは思春期（オジロマコト）
- フューチャー・イズ・ワイルド（the FUTURE is WILD）（作画：小川隆章、ドゥーガル-ディクソン&ジョン-アダムス）
- ふらら一人でできませんっ（渡邉ポポ）※『コミックハイ!』より移籍
- 風呂屋のフーコ（鳴果なる）
- 僕は叶わぬ恋をする（岡野く仔）
- ぼくは麻理のなか（押見修造）※当初は隔号連載。2014年14号より毎号連載化
- 僕はラブソングが歌えない（高井唯人）
- ボクマン（作画：一色登希彦、原作：佐藤秀峰）
- ボクらの強化部（ちゃんやつ）
- 星屑の少年たちへ なにわの思春期外来奮戦記（郷田マモラ）
- 星守る犬（村上たかし）
- 焔（ほむら）の眼（押切蓮介）
- ポルノ・グラフィティ（とみさわ千夏）
- マイ・トワイライト（山田はまち）※短期集中連載
- My Pure Lady お願いサプリマン（作画：八月薫、原作：とみさわ千夏）
- マエストロ（さそうあきら）
- 枕田さんの悪夢はしょうがない?（白田クロノスケ）
- マザリアン（岡田索雲）
- まぼろしまたね（糸なつみ）
- マリマリゾンビ（渡辺電機(株)）
- まんがかぞく（大島永遠）
- みかづきマーチ（山田はまち）
- みつば君はあにヨメさんと。（イトカツ）
- ミツバチのキス（伊図透）
- 耳かきお蝶（湯浅ヒトシ）
- みんな自分ちのネコがいちばんカワイイと思ってるんでしょ?（むらさき まこと）
- メイコの遊び場（岡田索雲）
- 名勝負数え唄（モンキー・チョップ）
- めぐみ（作画：本そういち、原作・監修 横田滋、横田早紀江）
- モテないのではない モテたくないのだ!!（カラスヤサトシ）
- モトカノ☆食堂（大井昌和）※隔号連載
- モリのアサガオ（郷田マモラ）
- 森野さんは五十貝くんの異世界行きを阻止したい（さかいあい）
- 夜者（河野那歩也）
- 邪神さんは隠したい!（坂本遊也）
- ヤバマン サレ妻の秘密の離婚準備（作画：えりちん、原作：カンバラノリオ）
- 闇鍵師（作画：赤名修、原作：中島かずき）
- 夜、海へ還るバス（森下裕美）
- ラーメン大百科（やまだ浩一）
- ライジングサン（藤原さとし）
  - ライジングサンR（藤原さとし）
- ライフ・イズ・デッド（古泉智浩）
- LOVE理論（佐藤まさき、原案：水野敬也）
- りとる・けいおす（涼川りん）※並行連載されていたニコニコ静画内『月刊のアクション』に統合
- リバーエンド・カフェ（たなか亜希夫）
- リベンジH（仙道ますみ）
- ルーザーズ〜日本初の週刊青年漫画誌の誕生〜（吉本浩二）
- ルパン三世（原作：モンキー・パンチ、監修：トムス・エンタテインメント、作画：早川ナオヤ）
- レイラの保護者はバンドマン!（灰音アサナ）
- 令和 優駿たちの蹄跡（やまさき拓味）
- 浪漫派寮生小島（末吉誠）
- ワイルド・ナイツ（古泉智浩）
- 私みんなの甲子園 （作画：鎌田洋次、原作：かわさき健）
- 若林くんが寝かせてくれない（音井れこ丸）

#### web漫画アクション堂連載終了の作品
- 原始バカ一族（蓮古田二郎）
- シートン（谷口ジロー）
- 真・異種格闘大戦（相原コージ）
- ホルス（よの・志郎）
- ミュジコフィリア（さそうあきら）

## Weekly（週刊）漫画アクション

### 他誌へ移籍した作品
- 鎌倉ものがたり（西岸良平）※『まんがタウン』へ移籍
- かりあげクン（植田まさし）※『まんがタウン』へ移籍
- ぎゃるかん（倉上淳士）※『メンズヤング』へ移籍
- クレヨンしんちゃん（臼井儀人）※『まんがタウン』へ移籍
- 軍鶏（原作：橋本以蔵、作画：たなか亜希夫）※『イブニング』へ移籍
- 女子高生（大島永遠）※『コミックハイ!』へ移籍
- キャラ者（江口寿史）※『Weeklyぴあ』へ移籍
- 漫歌（相原コージ）※『ビッグコミックスペリオール』へ移籍
- 馬なり1ハロン劇場（よしだみほ）※『双葉社Webマガジン』へ移籍

### 過去の連載作品

#### あ行
- 嗚呼!!花の応援団（どおくまん）
- ア・ホーマンス（原作：狩撫麻礼、作画：たなか亜希夫）
- いごっそう甲子園（原作：吉田悠二郎、漫画：内山まもる）
- 江口寿史の爆発ディナーショー（江口寿史）
- S.O.S（細野不二彦）
- おさなづま（原作：森高夕次、漫画：あきやまひでき）
- オシャカ坊主列伝（小島功）
- おだいじに!（おおつぼマキ）
- 俺にはオレの唄がある（柳沢きみお）
- オレは強い（一丸）
- ルーズ戦記 オールドボーイ(原作:土屋ガロン、作画:嶺岸信明)

#### か行
- 学校の探偵（原作：小池一夫、作画：芳谷圭児）
- かってにシロクマ（相原コージ）1986年 - 1989年
- 河童シリーズ（水木しげる）
- がんばれ!!タブチくん!!（いしいひさいち）
- 汚い奴（高口里純）
- 気分はもう戦争（原作：矢作俊彦、作画：大友克洋）
- ギャンブラーの詩（原作：阿佐田哲也、作画：北野英明）
- 凶銃に生命を賭けろ（佐藤まさあき）
- 狂人関係（上村一夫）1973年 - 1975年
- 共犯幻想（原作：斎藤次郎、漫画：真崎守）1972年 - 1973年
- 空拳乙女（くうけんおとめ）（湯浅ヒトシ）2012年 - 2013年
- クラッシュ!正宗（原作：小林信也、作画：たなか亜希夫）
- ケイの凄春（原作：小池一夫、漫画：小島剛夕）
- 結作物語（黒鉄ヒロシ）
- ゲバゲバ時評（はらたいら）
- 獣のように（かわぐちかいじ）
- 恋子の毎日（ジョージ秋山）1985年 - 1992年
- 恋の街東京（赤星たみこ）
- 高校生無頼控（原作：小池一夫、作画：芳谷圭児）
- 黒衣の女（原作：滝沢解、漫画：川崎三枝子）
- 子連れ狼（原作：小池一夫、漫画：小島剛夕）1970年 - 1976年

#### さ行
- サチコの幸（上村一夫）1975年 - 1976年
- さよならにっぽん（大友克洋）1977年 - 1978年
- されどスクラム（原作：小堀洋、漫画：しのはら勉）
- 幸せの時間（国友やすゆき）
- シスターまりん（高橋のぼる）
- 渋谷で会いましょう（高口里純）
- じゃりン子チエ（はるき悦巳）1978年 - 1997年
- JUNK BOY（ジャンク・ボーイ）（国友やすゆき）1985年 - 1989年
- 昭和猛者連（原作：小池一夫、漫画：佐多みさき）
- 蜃気郎（西岸良平）
- 神童（さそうあきら）
- 天の鷹 SKY Hawk（谷口ジロー）
- 青春奇談 赤い雲（西岸良平）
- 青春奇談 可愛い悪魔（西岸良平）
- 009ノ1（石ノ森章太郎）1967年 - 1970年

#### た行
- だらくやストア物語（臼井儀人）
- タンブリング（鎌田洋次）
- 中年スーパーマン左江内氏（藤子・F・不二雄）
- 東京家族（山崎さやか）2002年 - 2003年
- 桃源郷の人々（原作：青木雄二、作画：佐藤量）2003年
- 同棲時代（上村一夫）1972年 - 1973年
- 童夢（大友克洋）
- Dr.タイフーン（原作：高橋三千綱、漫画：かざま鋭二）
- トトの世界（さそうあきら）1999年 - 2000年
- 翔んだカップル21（柳沢きみお）
- ででんがデンスケ (市川智茂）1996年 - 1997年

#### な行
- 日本の民話（水木しげる）
- 野坂昭如原作 異色文芸シリーズ（水木しげる）

#### は行
- バージン・ママ（村生ミオ）
- バーディ・バーディ（原作：やまさき十三、漫画：芳谷圭児）
- ハード・オン（原作：矢作俊彦、漫画：平野仁）
- ハートフル（村生ミオ）
- 博多っ子純情（長谷川法世）
- HAPPY MAN 爆裂怒濤の桂小五郎（石渡治）
- バラの戦士（望月三起也）
- 遥かなる甲子園（山本おさむ、原作：戸部良也）
- 光海岸で待つ（長谷川法世）
- ふるさと（矢口高雄）
- ぼくたちの疾走（山本おさむ）1980年 - 1981年
- 「坊ちゃん」の時代（原作：関川夏央、漫画：谷口ジロー）1987年 - 1996年
- 星をまちがえた女（上村一夫）
- 風前の灯（いとう耐）

#### ま行
- 迷走王 ボーダー（原作：狩撫麻礼、作画：たなか亜希夫）

#### ら行
- ルパン三世シリーズ（モンキー・パンチ）1967年 - 1969年（新・ルパン三世は1977年 - 1981年）
- ルパン三世Y（原作・監修：モンキー・パンチ、作画：山上正月）

#### わ行
- 若者たち（永島慎二）
- 別れたら好きな人（赤星たみこ）
- 我ら九人の甲子園（原作：高橋三千綱、漫画：かざま鋭二）

### 漫画以外の記事
1980年代に「アクション・ジャーナル」という匿名コラムのコーナーがあり、毎週数本のコラムが掲載された。主な執筆者は次のとおり。
- 阿奈井文彦
- 亀和田武
- 呉智英
- 関川夏央
- 堀井憲一郎
- 村上知彦
- 山口文憲

2004年の復刊後に「アクション・ジャーナル」も復活していたが、2013年に終了。

## 別冊漫画アクション
1968年創刊。後に『別冊アクション』に改名された。第2・4金曜日発行の月2回刊漫画雑誌であったが、1985年に『COMICアクションキャラクター』に改題されリニューアルされた。『COMICアクションキャラクター』は、1991年に成年向け漫画雑誌『アクションピザッツ』へとリニューアルされた。

### 連載作品
- 愛人（柳沢きみお）1983年 - 1991年
- 蒼き狼の咆哮（佐藤まさあき）1970年
- あさくさヨッコ（能條純一）1982年
- アミ in TOKIO（てらおかみちお）1982年
- おたふく（木村えいじ）1980年 - 1982年
- 大四畳半大物語（松本零士）1970年 - 1974年
- 女ともだち（柴門ふみ）1983年 - 1988年
- ジローにぞっこん（小野新二）1984年
- ジャッジ（細野不二彦）1990年 - 1991年 ※『アクションBROTHER』より移籍
- セニョール・パ（原作：高橋三千綱、漫画：かざま鋭二）1982年 - 1984年
- つり船物語（みやはら啓一）1979年
- 仲間たち（かまちよしろう）1980年 - 1982年
- ハード&ルーズ（原作:狩撫麻礼、作画:かわぐちかいじ）1983年 - 1987年
- ビッグマグナム 黒岩先生（新田たつお）1982年 - 1984年
- ベロベーマン（谷岡ヤスジ）1974年 - 1985年
- ゆっくりダボさん（原作：小堀洋、漫画：古谷三敏）1982年 - 1984年
- 夢工場（原作：やまさき十三、漫画：弘兼憲史）1980年 - 1984年
- 夢幻 （原作：西塔紅一、漫画：ふくしま政美）1978年 - 1979年

## 映像化作品
週刊時代から復刊後まで。別冊漫画アクションは除外する。また、『カノン』、『009ノ1』、『中年スーパーマン左江内氏』等、映像メディア化の展開時に出版社や掲載誌が変更になっている作品ものぞく。

### アニメ化
| 作品                         | 放送年                   | アニメーション制作               | 備考                                 |
| ---------------------------- | ------------------------ | -------------------------------- | ------------------------------------ |
| ルパン三世                   | 1971年 - 1972年（第1作） | 東京ムービー                     | SP、劇場版、OVA、Webアニメが複数あり |
| ルパン三世                   | 1977年 - 1980年（第2作） | 東京ムービー                     | SP、劇場版、OVA、Webアニメが複数あり |
| ルパン三世                   | 1984年 - 1985年（第3作） | 東京ムービー                     | SP、劇場版、OVA、Webアニメが複数あり |
| ルパン三世                   | 2015年 - 2016年（第4作） | テレコム・アニメーションフィルム | SP、劇場版、OVA、Webアニメが複数あり |
| ルパン三世                   | 2018年（第5作）          | テレコム・アニメーションフィルム | SP、劇場版、OVA、Webアニメが複数あり |
| ルパン三世                   | 2021年 - 2022年（第6作） | トムス・エンタテインメント       | SP、劇場版、OVA、Webアニメが複数あり |
| じゃりン子チエ               | 1981年 - 1983年          | 東京ムービー新社                 |                                      |
| かりあげクン                 | 1989年 - 1990年          | 東映動画                         |                                      |
| クレヨンしんちゃん（アニメ） | 1992年 - 継続中          | シンエイ動画                     | SP、劇場版が複数あり                 |
| 殺し屋さん                   | 2013年                   | オペラハウス                     |                                      |

| 作品                                           | 公開年                 | アニメーション制作 | 備考 |
| ---------------------------------------------- | ---------------------- | ------------------ | --- |
| がんばれ!! タブチくん!! （くるくるパーティー） | 1979年（第1作）        | 東京ムービー新社   | 2作目のタイトルは「がんばれ!! タブチくん!! 第2弾 激闘ペナントレース」 3作目のタイトルは「がんばれ!! タブチくん!! 初笑い第3弾 あゝツッパリ人生」 |
| がんばれ!! タブチくん!! （くるくるパーティー） | 1980年（第2作・第3作） | 東京ムービー新社   | 2作目のタイトルは「がんばれ!! タブチくん!! 第2弾 激闘ペナントレース」 3作目のタイトルは「がんばれ!! タブチくん!! 初笑い第3弾 あゝツッパリ人生」 |
| じゃりン子チエ                                 | 1981年                 | 東京ムービー新社   | |
| この世界の片隅に（アニメ）                     | 2016年                 | MAPPA              | |
| 小林さんちのメイドラゴン                       | 2025年                 | 京都アニメーション | テレビアニメ（2017年-2021年）は本誌移籍前 |

| 作品             | 発売年          | アニメーション制作 | 備考                                     |
| ---------------- | --------------- | ------------------ | ---------------------------------------- |
| JUNK BOY         | 1987年          | マッドハウス       |                                          |
| かってにシロクマ | 1987年          | AIC                |                                          |
| 恋子の毎日       | 1989年 - 1990年 | 日本映像           | タイトルは「青春夫婦物語 恋子の毎日」    |
| 迷走王 ボーダー  | 1991年          | アートランド       |                                          |
| おだいじに!      | 1991年          | 東京キッズ         | タイトルは「入院ボッキ物語 おだいじに!」 |

| 作品             | 年     | アニメーション制作 | 備考 |
| ---------------- | ------ | ------------------ | ---- |
| 放課後帰宅びより | 未公表 | 未公表             |      |

### 実写化
| 作品                                                         | 放送年                          | 制作                       | 備考                                                            |
| ------------------------------------------------------------ | ------------------------------- | -------------------------- | --------------------------------------------------------------- |
| 同棲時代                                                     | 1973年（TBS版（SP））           | TBS                        |                                                                 |
| 同棲時代                                                     | 1985年（フジテレビ版（SP））    | N/A                        |                                                                 |
| 子連れ狼（萬屋錦之介版・時代劇SP・高橋英樹版・北大路欣也版） | 1973年（萬屋錦之介版（第1部）） | N/A                        |                                                                 |
| 子連れ狼（萬屋錦之介版・時代劇SP・高橋英樹版・北大路欣也版） | 1974年（萬屋錦之介版（第2部）） | N/A                        |                                                                 |
| 子連れ狼（萬屋錦之介版・時代劇SP・高橋英樹版・北大路欣也版） | 1976年（萬屋錦之介版（第3部）） | N/A                        |                                                                 |
| 子連れ狼（萬屋錦之介版・時代劇SP・高橋英樹版・北大路欣也版） | 1984年（時代劇SP版）            | N/A                        | 萬屋錦之介が主演だが、1973年 - 1976年ドラマ版とは放送局が異なる |
| 子連れ狼（萬屋錦之介版・時代劇SP・高橋英樹版・北大路欣也版） | 1984年（高橋英樹版（SP））      | N/A                        |                                                                 |
| 子連れ狼（萬屋錦之介版・時代劇SP・高橋英樹版・北大路欣也版） | 2002年（北大路欣也版（第1部）） | N/A                        |                                                                 |
| 子連れ狼（萬屋錦之介版・時代劇SP・高橋英樹版・北大路欣也版） | 2003年（北大路欣也版（第2部）） | N/A                        |                                                                 |
| 子連れ狼（萬屋錦之介版・時代劇SP・高橋英樹版・北大路欣也版） | 2004年（北大路欣也版（第3部）） | N/A                        |                                                                 |
| ぼくたちの疾走                                               | 1984年                          | TBS、大映テレビ            |                                                                 |
| 恋子の毎日                                                   | 1989年（SP1）                   | N/A                        |                                                                 |
| 恋子の毎日                                                   | 1988年（SP2）                   | N/A                        |                                                                 |
| 恋の街東京                                                   | 1989年（SP）                    | N/A                        |                                                                 |
| 別れたら好きな人                                             | 1999年                          | N/A                        |                                                                 |
| トトの世界                                                   | 2001年                          | NHK、NHKエンタープライズ21 | タイトルは「トトの世界〜最後の野生児〜」                        |
| リーマン戦記・独身3（ドラマ）                                | 2003年                          | テレビ朝日、共同テレビ     | タイトルは「独身3!!」                                           |
| サマヨイザクラ                                               | 2009年（SP）                    | フジテレビ、東宝           |                                                                 |
| 漂流ネットカフェ                                             | 2009年                          | N/A                        |                                                                 |
| モリのアサガオ                                               | 2011年                          | テレビ東京、テレパック     | タイトルは「モリのアサガオ 新人刑務官と或る死刑囚「絆」の物語」 |
| 鈴木先生                                                     | 2011年                          | N/A                        | SP、劇場版（共に2013年）あり                                    |
| この世界の片隅に                                             | 2011年（日本テレビ版（SP））    | N/A                        |                                                                 |
| この世界の片隅に                                             | 2018年（TBS版（連続））         | N/A                        |                                                                 |
| 駅弁ひとり旅                                                 | 2012年                          | ショウゲート               | タイトルは「駅弁ひとり旅〜東北編〜」                            |
| 罪と罰 A Falsified Romance                                   | 2012年                          | WOWOW                      |                                                                 |
| 走馬灯株式会社                                               | 2012年                          | N/A                        |                                                                 |
| 幸せの時間                                                   | 2012年                          | 東海テレビ                 |                                                                 |
| 東京都北区赤羽                                               | 2015年                          | テレビ東京、松竹撮影所     | モキュメンタリー。タイトルは「山田孝之の東京都北区赤羽」        |
| BARレモン・ハート                                            | 2015年（第1期）                 | BSフジ                     | SP（2017年 - 継続中）あり                                       |
| BARレモン・ハート                                            | 2016年（第2期）                 | BSフジ                     | SP（2017年 - 継続中）あり                                       |
| 極道めし                                                     | 2018年                          | BSジャパン、ザ・ワークス   |                                                                 |
| 夕凪の街 桜の国                                              | 2018年（SP）                    | NHK広島放送局              | タイトルは「夕凪の街 桜の国2018」                               |
| ハイポジ                                                     | 2020年                          | テレビ大阪、ダブ           | タイトルは「ハイポジ 1986年、二度目の青春。」                   |
| あなたがしてくれなくても                                     | 2023年                          | フジテレビ                 |                                                                 |
| DOCTOR PRICE                                                 | 2025年                          | 読売テレビ、スタジオブルー |                                                                 |

| 作品                                                 | 配信年 | 制作       | 備考 |
| ---------------------------------------------------- | ------ | ---------- | ---- |
| ぼくは麻理のなか                                     | 2017年 | フジテレビ |      |
| 日本をゆっくり走ってみたよ〜あの娘のために日本一周〜 | 2017年 | N/A        |      |

| 作品                                                | 公開年                               | 配給                                                                | 備考 |
| --------------------------------------------------- | ------------------------------------ | ------------------------------------------------------------------- | --- |
| 子連れ狼（若山富三郎版・松竹版）                    | 1972年（若山富三郎版 第1作 - 第4作） | 東宝                                                                | 1作目のタイトルは「子連れ狼 子を貸し腕貸しつかまつる」 2作目のタイトルは「子連れ狼 三途の川の乳母車」 3作目のタイトルは「子連れ狼 死に風に向う乳母車」 4作目のタイトルは「子連れ狼 親の心子の心」 5作目のタイトルは「子連れ狼 冥府魔道」 6作目のタイトルは「子連れ狼 地獄へ行くぞ!大五郎」 |
| 子連れ狼（若山富三郎版・松竹版）                    | 1973年（若山富三郎版 第5作）         | 東宝                                                                | 1作目のタイトルは「子連れ狼 子を貸し腕貸しつかまつる」 2作目のタイトルは「子連れ狼 三途の川の乳母車」 3作目のタイトルは「子連れ狼 死に風に向う乳母車」 4作目のタイトルは「子連れ狼 親の心子の心」 5作目のタイトルは「子連れ狼 冥府魔道」 6作目のタイトルは「子連れ狼 地獄へ行くぞ!大五郎」 |
| 子連れ狼（若山富三郎版・松竹版）                    | 1974年（若山富三郎版 第6作）         | 東宝                                                                | 1作目のタイトルは「子連れ狼 子を貸し腕貸しつかまつる」 2作目のタイトルは「子連れ狼 三途の川の乳母車」 3作目のタイトルは「子連れ狼 死に風に向う乳母車」 4作目のタイトルは「子連れ狼 親の心子の心」 5作目のタイトルは「子連れ狼 冥府魔道」 6作目のタイトルは「子連れ狼 地獄へ行くぞ!大五郎」 |
| 子連れ狼（若山富三郎版・松竹版）                    | 1993年（松竹版）                     | 松竹                                                                | |
| 高校生無頼控                                        | 1972年（第1作）                      | 東宝                                                                | 2作目のタイトルは「高校生無頼控 突きのムラマサ」 3作目のタイトルは「高校生無頼控 感じるゥームラマサ」 |
| 高校生無頼控                                        | 1973年（第2作・第3作）               | 東宝                                                                | 2作目のタイトルは「高校生無頼控 突きのムラマサ」 3作目のタイトルは「高校生無頼控 感じるゥームラマサ」 |
| 同棲時代                                            | 1973年（第1作・第2作）               | 松竹                                                                | 1作目のタイトルは「同棲時代－今日子と次郎－」 2作目のタイトルは「新・同棲時代－愛のくらし－」 |
| ルパン三世（1974年版・2014年版）                    | 1974年（第1作）                      | 東宝                                                                | タイトルは「ルパン三世 念力珍作戦」 |
| ルパン三世（1974年版・2014年版）                    | 2014年（第2作）                      | 東宝                                                                | |
| 嗚呼!!花の応援団                                    | 1976年（第1作・第2作）               | 日活                                                                | 2作目のタイトルは「嗚呼!!花の応援団 役者やのォー」 3作目のタイトルは「嗚呼!!花の応援団 男涙の親衛隊」 平成版も制作があるが出版社移籍後 |
| 嗚呼!!花の応援団                                    | 1977年（第3作）                      | 日活                                                                | 2作目のタイトルは「嗚呼!!花の応援団 役者やのォー」 3作目のタイトルは「嗚呼!!花の応援団 男涙の親衛隊」 平成版も制作があるが出版社移籍後 |
| 博多っ子純情                                        | 1978年                               | 松竹                                                                | |
| ア・ホーマンス                                      | 1986年                               | 東映洋画                                                            | |
| 恋子の毎日                                          | 1986年                               | 東映                                                                | |
| ルーズ戦記 オールドボーイ（韓国映画・アメリカ映画） | 2003年（韓国映画）                   | 韓国：SHOW EAST / CJエンタテインメント 日本：ショウゲート           | |
| ルーズ戦記 オールドボーイ（韓国映画・アメリカ映画） | 2013年（アメリカ映画）               | アメリカ：フィルム・ディストリクト 日本：ブロードメディア・スタジオ | 韓国映画版のリメイク |
| 夕凪の街 桜の国                                     | 2007年                               | アートポート                                                        | |
| コドモのコドモ                                      | 2008年                               | ビターズ・エンド                                                    | |
| 大阪ハムレット                                      | 2009年                               | アートポート                                                        | |
| 星守る犬                                            | 2011年                               | 東宝                                                                | |
| 極道めし                                            | 2011年                               | ショウゲート                                                        | |

| 作品         | 発売年                 | 制作 | 備考                                                                        |
| ------------ | ---------------------- | ---- | --------------------------------------------------------------------------- |
| 獣のように   | 1990年（第1作・第2作） | N/A  | 2作目のタイトルは「続・獣のように」 3作目のタイトルは「獣のように・完結編」 |
| 獣のように   | 1992年（第3作）        | N/A  | 2作目のタイトルは「続・獣のように」 3作目のタイトルは「獣のように・完結編」 |
| ダンドリくん | 1992年                 | N/A  | タイトルは「ダンドリくん 実写版」                                           |

## レーベル
- 『漫画アクション』を母体誌とする専用レーベルの「アクションコミックス」より刊行。略称は「AC」。
- 刊行を開始したのは、1972年4月であり、初期はカタカナでアクションコミックスと表記されていた。1979年に英語表記「ACTION COMICS」と統一されている。有名な作品も多く輩出している為、関連レーベルである「パワァ・コミックス」にて刊行されていた作品も存在する。
- 1980年代から1990年代後半にはワイド版を刊行しており、特殊な装丁のもの（A5判変形で各菓子メーカーの板チョコレートのデザインを模した藤原カムイ『CHOCOLATE PANIC』など）や、他誌掲載作（江口寿史『寿五郎ショー』など）を積極的に刊行していた。
- 過去には成人向誌の『アクションピザッツ』、『メンズヤング』等からの単行本も一括して取り扱っており、これらの背表紙には主に「AC」のロゴのみ付されていた。2000年代後半あたりに成人向の背表紙は黒基調デザインにおおよそ統一され、2012年頃に単行本化が子会社のエンジェル出版（エンジェルコミックス）へ移行後も踏襲されている。
- 2000年以降に増刊された『まんがタウン』に元から連載されていた作品は『「ACTION COMICS」まんがタウン』（特徴としては、楕円形に白抜きで表示）、ピザッツに関しては作品により揺らぎがあり、英語表記「ACTION COMICS PIZAZZ」がされる場合とされない場合がある。
- 2015年10月よりNHN comicoが運営しているコミックサイトおよびコミックアプリであるcomicoに連載されている作品で他社より刊行されている作品を除く作品は『「ACTION COMICS」comico BOOKS』シリーズとして刊行開始した。

## 姉妹誌

### 雑誌
- 月刊アクションヒーロー（1981年 - 1985年、休刊）
- 月刊スーパーアクション（1983年 - 1987年、休刊）
- アクションピザッツ（1991年 - 刊行中）
- 月刊アクション（2013年 - 2024年、休刊）

### Webサイト
- 双葉社Webマガジン（2007年 - 2022年、公開終了）
- WEBコミックアクション（2013年 - 2020年、公開終了）
- webアクション（2020年 - 公開中）

## 増刊誌
- アクションデラックス（1979年 - 1980年、休刊）
  - 掲載作品：『童夢』（大友克洋）ほか
- スーパー・フィクション（1979年 - 1987年、休刊）
  - 掲載作品：『地底人』（いしいひさいち）ほか
- アクションBROTHER（1987年 - 1989年、休刊）
  - 掲載作品：『汚い奴』（高口里純）ほか
- Men'sアクション（1991年 - 1993年、休刊）
- コミックハイ!（2004年、一時休刊。のち復刊、2005年 - 2015年、再休刊）
  - COMICすもも（2010年 - 2013年、休刊）
- A-ZERO（2008年 - 2009年、休刊）
- まんがタウン（独立創刊、2000年 - 2023年、休刊）

## ミスアクション
1987年にミス・コンテスト「第1回ミスアクション」オーディションが開催され、初代ミスアクションとして彩木美来が選ばれている。
2013年4月21日に2013年のグランプリである森実咲と荒井つかさがお披露目された。
2024年に8年ぶりに実施された。

### グランプリ
- 1987年
  - グランプリ：彩木美来
- 1988年
  - 準グランプリ：さとう珠緒[7]
- 1989年
  - グランプリ：浅田真季[8]
- 1990年
  - グランプリ：藤原由希子[9]
- 2013年
  - グランプリ：森実咲、荒井つかさ
- 2014年
  - グランプリ[10]：木内くるみ、栗田恵美、水月桃子
- 2015年
  - グランプリ：佐藤聖羅、古仲カナコ、南梓
- 2016年[11]
  - グランプリ：桐生美希
  - 準グランプリ：橋本祐里
  - 特別賞：木下美優、谷麻由里
- 2017年前期
  - グランプリ：金子智美
  - 準グランプリ：斉藤みさき、佐山みさき、須藤美里、立川楓、徳永彩佳
  - 特別賞：須田理夏子、寺口智香、結城ちか
- 2017年後期
  - グランプリ：山本成美
  - 準グランプリ：桜りん、戸澤さや、西島ミライ、吉倉明里、吉田実紀
  - 特別賞：神谷澪、如月くるみ、夏目みき